# Tipula (Papuatipula) nigritus
Tipula (Papuatipula) nigritus is een tweevleugelige uit de familie langpootmuggen (Tipulidae). De soort komt voor in het Australaziatisch gebied.